# Cansanção
Cansanção is een gemeente in de Braziliaanse deelstaat Bahia. De gemeente telt 34.093 inwoners (schatting 2009).

## Aangrenzende gemeenten
De gemeente grenst aan Araci, Itiúba, Monte Santo, Nordestina, Queimadas, Quijingue en Santaluz.